# Da Ponte Pra Lá
Da Ponte Pra Lá é uma série brasileira produzida pela Max em parceria com a Floresta. Com direção de Giovanni Bianco, Luh Maza, Tatiana de Lamare, direção-geral de Rodrigo Monte e produção executiva de Vicente Amorim. A primeira temporada estreou em 4 de abril no streaming.
Criada por Thais Falcão e Erick Andrade com roteiro de Luh Maza, Rafael Spínola e Thais Falcão.  Conta com as atuações de Gabz, João Guilherme, Victor Liam, Nina Tomsic e Breno Ferreira nos papéis principais.

## Enredo
Malu (Gabz), uma jovem periférica se infiltra na escola mais exclusiva da alta sociedade paulistana em busca de uma única resposta: quem matou Ícaro (Victor Liam), seu melhor amigo? Sua vida muda ao se envolver com Enzo Bianchi, (João Guilherme) um jovem explosivo que enfrenta problemas com seu pai (Marcello Antony).

## Elenco
- Gabz como Maria Luiza Soares (Malu)
- João Guilherme como Enzo Bianchi
- Victor Liam como Ícaro Duarte
- Nina Tomsic como Anelise Köetz
- Alexandre Bitencourt como Fred Köetz
- Manu Morelli como Georgina Camargo (GG)
- Rafa Neves como Raphael Novaes (Rapha)
- Caio Horowicz como Tchelo
- Amandyra como Nayara Duarte (Nay)
- Esther Tinman como Lola Martínez
- Breno Ferreira como Lagarto
- Dfideliz como Zóio
- Marcello Antony como Rubens Bianchi
- Virginia Cavendish como Leila Bianchi
- Augusto Madeira como Antônio Mendes (Pm. Mendes)
- Mawusi Tulani como Sônia
- Gabriel Lodi como Gael
- Luh Maza como Karen
- Ondina Clais Castilho como Cléo
- Virgínia Buckowski como Cris
- Anne Celestino Mota como Carol Barros

## Episódios
| Temporada | Temporada | Episódios | Episódios | Originalmente lançado | Originalmente lançado | Originalmente lançado |
| Temporada | Temporada | Episódios | Episódios | Estreia da temporada  | Final da temporada    | Emissora              |
| --------- | --------- | --------- | --------- | --------------------- | --------------------- | --------------------- |
|           | 1         | 7         | 7         | 4 de abril de 2024    | 18 de abril de 2024   | Max                   |

#### Temporada 1
| N.º na série | N.º na temp. | Título                                | Dirigido por                                                 | Escrito por                             | Exibição original   |
| --- | ------------ | ------------------------------------- | ------------------------------------------------------------ | --------------------------------------- | ------------------- |
| 1 | 1            | "O Cachorro Azul"                     | Giovanni Bianco, Rodrigo Monte, Luh Maza e Tatiana de Lamare | Rafael Spínola, Luh Maza e Thais Falcão | 4 de abril de 2024  |
| Após a morte de seu amigo Ícaro, um garoto trans, a aspirante a rapper Malu tenta provar que houve crime. Desconfiada do relatório da polícia, Malu se matricula na escola de Ícaro, onde é excluída por seus colegas ricos.                    |              |                                       |                                                              |                                         |                     |
| 2 | 2            | "O Monstro é Inocente"                | Giovanni Bianco, Rodrigo Monte, Luh Maza e Tatiana de Lamare | Rafael Spínola, Luh Maza e Thais Falcão | 4 de abril de 2024  |
| Ao se assumir como trans na frente de seus colegas, Ícaro enfrenta um fluxo de popularidade e atenção de Rapha. Para ficar de olho em Enzo, Malu o convida para o bairro e descobre que seu visitante atrai atenção indesejada.                 |              |                                       |                                                              |                                         |                     |
| 3 | 3            | "Corpos Estranhos"                    | Giovanni Bianco, Rodrigo Monte, Luh Maza e Tatiana de Lamare | Rafael Spínola, Luh Maza e Thais Falcão | 4 de abril de 2024  |
| O relacionamento de Ícaro com Malu começa a ficar em segundo plano por causa de suas novas amizades e seu tumultuado relacionamento com Rapha. No presente, Malu se pergunta sobre o paradeiro de seus companheiros na noite da morte de Ícaro. |              |                                       |                                                              |                                         |                     |
| 4 | 4            | "O Que Sobra É o Caos"                | Giovanni Bianco, Rodrigo Monte, Luh Maza e Tatiana de Lamare | Rafael Spínola, Luh Maza e Thais Falcão | 11 de abril de 2024 |
| Na noite do desfile, Ícaro fica dividido entre honrar suas raízes ou garantir seu futuro. Malu procura o celular perdido de seu melhor amigo.                                                                                                   |              |                                       |                                                              |                                         |                     |
| 5 | 5            | "Quando Todos os Acidentes Acontecem" | Giovanni Bianco, Rodrigo Monte, Luh Maza e Tatiana de Lamare | Rafael Spínola, Luh Maza e Thais Falcão | 11 de abril de 2024 |
| Ícaro confronta Anelise. Enquanto Malu descobre mais sobre os últimos dias de seu amigo, Enzo desafia Tchelo para uma revanche. |              |                                       |                                                              |                                         |                     |
| 6 | 6            | "O Abismo Olha pra Voc"               | Giovanni Bianco, Rodrigo Monte, Luh Maza e Tatiana de Lamare | Rafael Spínola, Luh Maza e Thais Falcão | 18 de abril de 2024 |
| êNa delegacia, Ícaro enfrenta um futuro incerto. Quando o plano de uma festa com Tchelo fracassa, Malu corre o risco de perder todos seus amigos.                                                                                               |              |                                       |                                                              |                                         |                     |
| 7 | 7            | "Um Minuto de Barulho"                | Giovanni Bianco, Rodrigo Monte, Luh Maza e Tatiana de Lamare | Rafael Spínola, Luh Maza e Thais Falcão | 18 de abril de 2024 |
| Depois de uma descoberta perturbadora, Ícaro procura respostas. Malu compartilha um vídeo chocante e tenta fazer as pazes com a morte de seu amigo.                                                                                             |              |                                       |                                                              |                                         |                     |